# Bieńkowski (herb szlachecki)
Bieńkowski – polski herb szlachecki, odmiana herbu Korwin.

## Opis herbu
Opis zgodnie z klasycznymi regułami blazonowania:
W polu srebrnym na gałęzi czerwonej stoi kruk czarny z pierścieniem złotym w dziobie. 
W klejnocie nad hełmem w koronie pawi ogon, a na nim taki sam kruk.

## Najwcześniejsze wzmianki
Nadany w 1676 roku Janowi Bieńkowskiemu.

## Herbowni
Bieńkowski